# Болмвілл (Нью-Йорк)
Болмвілл (англ. Balmville) — переписна місцевість (CDP) в США, в окрузі Орандж штату Нью-Йорк. Населення — 3197 осіб (2020).

## Географія
Болмвілл розташований за координатами 41°31′40″ пн. ш. 74°1′29″ зх. д. / 41.52778° пн. ш. 74.02472° зх. д. (41.527905, -74.024627).  За даними Бюро перепису населення США в 2010 році переписна місцевість мала площу 5,50 км², з яких 5,48 км² — суходіл та 0,01 км² — водойми.

## Демографія
Згідно з переписом 2010 року, у переписній місцевості мешкало 3178 осіб у 1194 домогосподарствах у складі 859 родин. Густота населення становила 578 осіб/км².  Було 1275 помешкань (232/км²).
Расовий склад населення:
| - 73,1 % — білих - 15,9 % — чорних або афроамериканців - 2,6 % — азіатів - 0,3 % — корінних американців - 4,0 % — осіб інших рас |

До двох чи більше рас належало 4,1 %. Частка іспаномовних становила 14,4 % від усіх жителів.
За віковим діапазоном населення розподілялося таким чином: 21,8 % — особи молодші 18 років, 61,9 % — особи у віці 18—64 років, 16,3 % — особи у віці 65 років та старші. Медіана віку мешканця становила 42,7 року. На 100 осіб жіночої статі у переписній місцевості припадало 96,5 чоловіків;  на 100 жінок у віці від 18 років та старших — 94,0 чоловіків також старших 18 років.
Середній дохід на одне домашнє господарство  становив 89 482 долари США (медіана — 63 750), а середній дохід на одну сім'ю — 113 188 доларів (медіана — 81 250). Медіана доходів становила 42 390 доларів для чоловіків та 46 897 доларів для жінок. За межею бідності перебувало 7,5 % осіб, у тому числі 6,7 % дітей у віці до 18 років та 8,0 % осіб у віці 65 років та старших.
Цивільне працевлаштоване населення становило 1206 осіб. Основні галузі зайнятості: освіта, охорона здоров'я та соціальна допомога — 21,3 %, мистецтво, розваги та відпочинок — 11,9 %, науковці, спеціалісти, менеджери — 10,4 %.